# Транспортная организация Шри-Ланки
Транспортная организация Шри-Ланки (ранее «Цейлонская транспортная компания») — компания на Шри-Ланке, осуществляющая автобусные перевозки. Штаб-квартира компании расположена в Коломбо.
Между 1958 и 1978 годами «Цейлонская транспортная компания» была государственным предприятием, которое обслуживало весь автобусный парк в Шри-Ланке. На пике своего развития это была самая большая автобусная компания в мире — около 7000 автобусов и более 50 000 сотрудников. С приватизацией в 1979 году, компания пришла в упадок. Сейчас она насчитывает 4500 автобусов.
Сначала, разбившись на несколько региональных советов, затем на несколько компаний, в 2005 году компания окончательно преобразовалась в «Транспортную организацию Шри-Ланки».

## Услуги
Компания обслуживает как городские, так и сельские маршруты. Во многих сельских районах, она предоставляет услуги в «нерентабельных» районах, которые не являются привлекательными для частных операторов.

### Городские маршруты
Коломбо имеет обширную систему общественного транспорта, основаную на автобусах, некоторые из которых управляется компанией. Главная автобусная остановка в Pettah служит основным центром автобусного транспорта в Коломбо.
Дорожная сеть в Коломбо состоит из радиальных связей (или артериальных маршрутов), которые связывают центр города и районные центры, а также кольцевые маршруты, которые пересекают артериальные маршруты; большинство автобусных маршрутов проходят по радиальным связям без использования выделенных полос для движения автобусов из-за большого объёма трафика в час-пик. BRT система была предложена для Коломбо, но до сих пор не осуществлена.

## Автобусный парк
Большая часть парка состоит из автобусов «Ashok Leyland», «Tata Motors» и «Isuzu».
Компания в настоящее время расширяет автопарк, заказывая новые автобусы от «Volvo». Новые автобусы оснащены современной техникой, в том числе низким полом и кондиционером. В июле 2011 года пробные прогоны начались в Коломбо, чтобы оценить реакцию пассажиров на новые автобусы.